# Osiedle Grunwaldzkie (Gniezno)

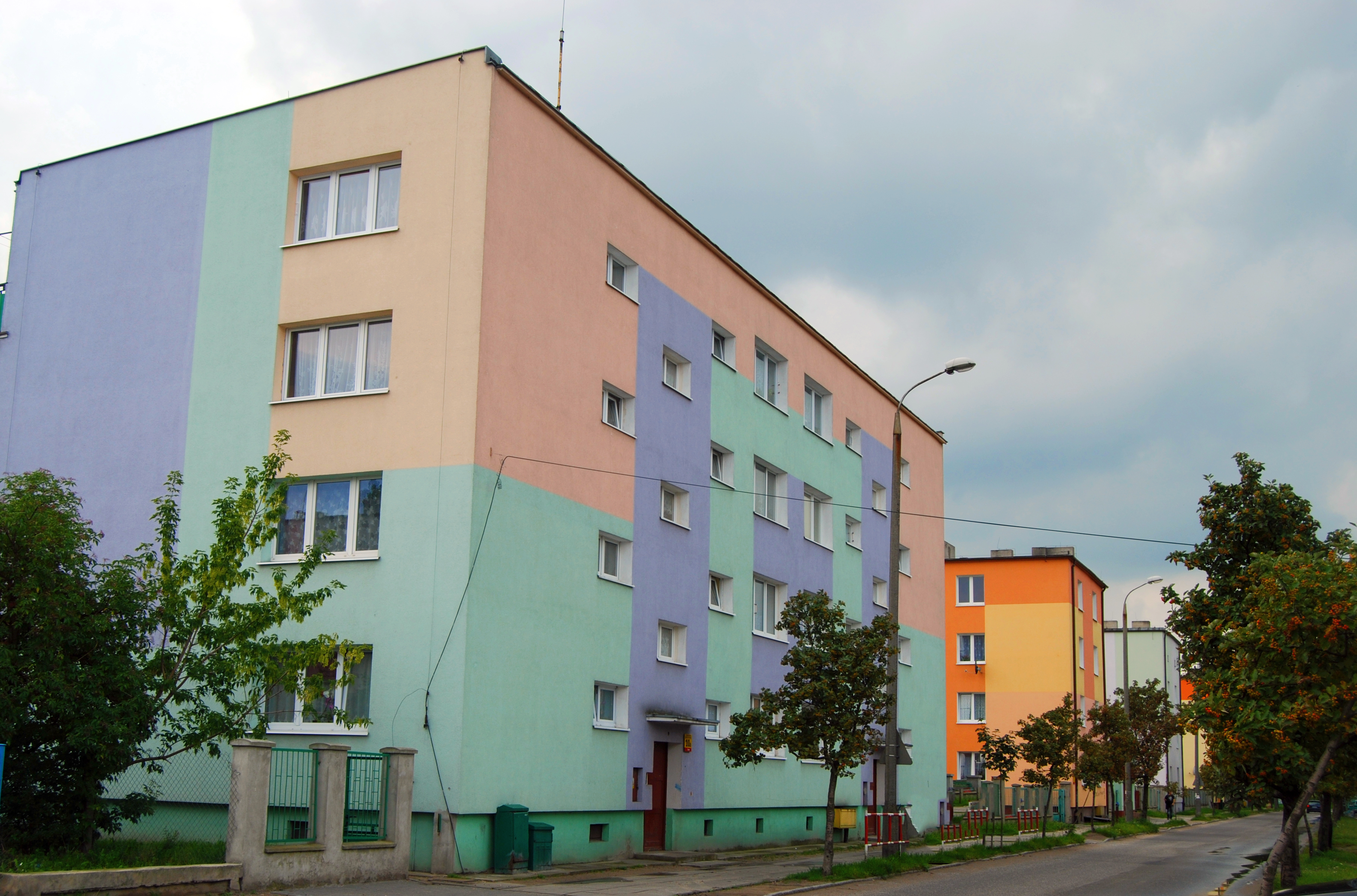
Osiedle Grunwaldzkie.

Osiedle Grunwaldzkie – południowa część Gniezna, ok. 4000 mieszkańców. Zabudowa:
- wielorodzinna (kamienice z początku XX w., poniemieckie, parterowe baraki z lat 40., bloki powojenne)
- jednorodzinna (wille z lat 60. i 80.)
- produkcyjno-magazynowa

Istnieją tu przedszkola, Szkoła Podstawowa nr 8, Państwowa Wyższa Szkoła Zawodowa im. Hipolita Cegielskiego, Gnieźnieńska Szkoła Wyższa Milenium, urząd pocztowy. Od północy graniczy z dzielnicą Stare Miasto, od wschodu, z dzielnicami Kawiary i Osiniec, od zachodu z dzielnicą Dalki, od południa z dzielnicą Pustachowa.
Osiedle Grunwaldzkie popularnie bywa nazywane także "Tajwanem".

## Ulice
- Armii Krajowej
- Armii Poznań
- Artyleryjska
- Bohaterów Westerplatte
- Cymsa
  - Szkoła Podstawowa nr 8
- 17 Dywizji Piechoty
- Edwarda Grabskiego
- 28 Grudnia
  - kościół Chrystusa Wieczystego Kapłana z lat 80.
- Grunwaldzka
- Wincentego Kadłubka
- Kokoszki
  - Fabryka systemów kominowych "Jeremias"
- Kombatantów
- Marii Konopnickiej
- Kosynierów
- Krucza 3 (Rada Osiedla nr 6)
- Listopadowa
- Leopolda Okulickiego
  - Gnieźnieńska Szkoła Wyższa Milenium
- Pułkowa
- Skwer Stanisława Wyspiańskiego
- Mariana Wachtla
- Wesoła
  - zajezdnia MPK
- Widna
  - zakład produkcyjny „Posti”
- Wiosenna
- Wiosny Ludów
- Witkowska
- Wolności
- Wrzesińska
  - dawne koszary z 1890–1894, na ich terenie znajduje się Przedszkole nr 2 oraz Państwowa Wyższa Szkoła Zawodowa
  - willa właściciela dawnej cukrowni z 1883 (Pałac Balcerkowo)
  - budynek administracyjny dawnej cukrowni
  - Zakłady mechaniczne "Konstil"
  - stadiony:
    - hokejowy
    - żużlowy Start Gniezno